# Keragodu, Holenarsipur
Keragodu là một làng thuộc tehsil Holenarsipur, huyện Hassan, bang Karnataka, Ấn Độ.